# Chunchi (kanton)
Chunchi – kanton w Ekwadorze, w prowincji Chimborazo. Stolicą kantonu jest Chunchi.